# Claudia Schiffer
Claudia Schiffer (Rheinberg, 25 augustus 1970) is een Duits supermodel en actrice. Schiffer is de dochter van Gudrun en Heinz Schiffer, een advocaat. Ze heeft twee broers, Stefan en Andreas, en een zus, Ann Carolin. Ze zegt dat ze erg populair was op school, maar zich overschaduwd voelde door andere meisjes in haar klas. Ze was het voorwerp van spot omdat ze uit een economisch welgestelde familie kwam. Claudia werd in 1987 in het nachtleven van Düsseldorf in 1987 ontdekt. Niet al te lang daarna verscheen ze in het tijdschrift Elle en werd ze model voor Chanel. Als kind wilde ze advocaat worden in het kantoor van haar vader.
Ze heeft lange tijd een relatie met illusionist David Copperfield gehad, wat niet in een huwelijk resulteerde. Wel trouwde ze op 25 mei 2002 met Matthew de Vere Drummond, beter bekend als Matthew Vaughn. Ze hebben drie kinderen, een zoon en twee dochters. Ze is ook te zien in de videoclip van Westlife (Uptown Girl). 
Op 27 september 2013 werd bekendgemaakt dat Schiffer samen met het Duitse Rodenstock een eigen collectie zonnebrillen op de markt ging brengen. In de maanden maart - juni 2021 verzorgt ze een tentoonstelling van modefotografie uit de jaren '90 in het Kunstpalast van Düsseldorf. Schiffer spreekt Duits, Engels en Frans.

## Filmografie
- 1994: Richie Rich
- 1994: Prêt-à-Porter
- 1997: Abel Ferraras The Blackout
- 1999: Friends & Lovers
- 1999: Black and White
- 2000: In Pursuit
- 2001: Muziekvideo (Uptown Girl van Westlife)
- 2001: Zoolander
- 2002: 666 – Traue keinem, mit dem du schläfst!
- 2002: Dharma & Greg
- 2003: Love Actually
- 2013: Fashion Hero